# Uwe Nielsen
Uwe Nielsen (geb. 6. August 1943 in Hollabrunn, Niederösterreich) ist ein deutscher Autor und Regisseur für Funk, Fernsehen und Theater (Kabarett und Revuen).

## Werdegang
Nach einer kurzen Anfangszeit in Hollabrunn verbrachte er seine Kindheit und Jugend in Schleswig und Bremen, wo er 1963 sein Abitur am Alten Gymnasium machte. Im Anschluss siedelte er nach Wien über und nahm an der Universität Wien das Studium der Theaterwissenschaft auf. Dort lernte er seine spätere Frau Verena kennen. Zwischen 1970 und 1984 lebte und arbeitete Uwe Nielsen in Bremen, wo auch seine beiden Kinder zur Welt kamen. Zwischen 1984 und 1992 lebte und arbeitete er in München, kehrte 1992 aber nach Bremen zurück. Etwa die Hälfte des Jahres verbringt er mit seiner Frau in Wien.

## Arbeit

### Österreich
Zwischen 1967 und 1970 arbeitete Uwe Nielsen neben seinem Studium der Theaterwissenschaft an der Universität Wien beim ORF in der Bildregie der Nachrichtensendung Zeit im Bild, produzierte Filmbeiträge für Magazinsendungen wie Horizonte, Kontakt und Kultur Aktuell, u. a. über den damals 18-jährigen Musiker Peter Wolf und Alfred Hitchcock. Außerdem arbeitete er an der Jugend-Show S-Dur für die Erste Österreichische Sparkasse mit.

### Deutschland
1960 übernahm Uwe Nielsen die Chefredaktion des Magazins Anstoss und den Vorsitz der Bremer Jugendpresse (BJP).
Zwischen 1970 und 1995 schrieb und produzierte Uwe Nielsen Fernseh-Sketche und Hörfunkbeiträge u. a. für Radio Bremen, den Hessischen Rundfunk und den Westdeutschen Rundfunk. Außerdem schrieb und produzierte er Kabarettprogramme und Revuen u. a. im Packhaustheater Bremen  und im Hamburger Tivoli. Unter seinem Namen erschienen die Bücher Wir schalten um bei Rowohlt und 40 Jahre Beat-Club bei Parthas. 1978/1979 war Uwe Nielsen Chefredakteur des Science-Fiction-Magazins 2001 (später NOVA).

## Privates
Nielsen ist seit 1967 verheiratet mit Verena Nielsen, geb. Brandt, mit der er zwei Kinder hat.

## Werk (Buch und/oder Regie)

### Show-Skripte
- Fernsehlotterie (1988)
- Rote Laterne (1992)
- Diva (1993)
- Lieder so schön wie der Norden[2]

### Hörfunk
Ab 1972 verfasste Nielsen auch Features für den Hörfunk, u. a. über Horror-Literatur (HR) und H.C. Artmann The Art of Artmann (HR), ab 1974 Nonsens und Satire im Radio (HR und WDR) in einer Reihe von Kurzhörspielen um den fiktiven Reporter Balduin Gießhübl.
- Aber, aber. Araber! (1975) mit Isabel Weicken u. a.
- Der Weg zurück (HR, 1975)[3]
- Bye, Bye, Bayreuth (1976) mit Evelyn Hamann u. a.
- Al Cohol, die Geißel Gottes (1977) mit Evelyn Hamann u. a.
- Disco-Fieber im Hackethal (1979) mit Evelyn Hamann u. a.
- Das Porto Westfalico (1979) mit Evelyn Hamann u. a.
- Saubermann – der Gusseiserne (1978) mit Gert Haucke u. a.
- Star Wutz (1979) mit Gert Haucke u. a.
- Achtung – fertig – Seemannslos! (1979) mit Henning Venske u. a.[4]
- Der öde Pöks und sein Komplex (1979) mit Gottfried Böttger und Lonzo Westphal u. a.
- Grün ist die Heidi (RB, 1979)
- Das Grüne Blättchen mit Herz (1980–1983)
- Ring frei – nach Wagner (1981) mit Angelika Milster, Carlo von Tiedemann u. a.
- Kling-Klang-Klung-Gloria (1981)[5]
- Frittenstein (1982) mit Hermann Lause, Angelika Milster u. a.
- Die Sendung aus dem Hut (1982)
- Intimes vom Limes (1983) mit Angelika Milster, Hermann Lause, Henning Venske u. a.
- Nix Dolles (1983) mit Diether Krebs, Anja Kruse u. a.[6]
- Wir schalten um (1983–1987) mit Hermann Lause, Elisabeth Volkmann, Rainer Basedow, Jochen Busse, Kurt Weinzierl u. v. a.
- Meine Carmen – und Herren (1984) mit Elisabeth Volkmann u. a.
- Der Jedi und sein Mädi (1984) mit Hermann Lause, Carlo von Tiedemann u. a.
- Seesack, öffne Dich! (1988), Party (1988–1989) mit Ottfried Fischer, Michael Habeck, Ernst-Theo Richter u. a.
- Der Graf und das Nacktmodell (1991) mit Veronica Ferres
- Opfer der Liebe (1991 – nach Hedwig Courths-Mahler) 64 Folgen mit Hans-Günter Martens
- Sigurd – ein ritterlicher Held (1996–1997, nach der Comic-Serie Sigurd) mit Pierre Besson als „Sigurd“ und Sven Lehmann als „Bodo“ sowie Fritz Nielsen als „Cassim“
- Destillierte Klassiker mit Hermann Lause und Gerlach Fiedler
- Filmklassiker mit Hermann Lause und Gerlach Fiedler

### Kabarett und Revuen
- Begrabt uns in Brokdorf (1977)[7] in Bremen und Göttingen
- Mach keinen Terror, Jesus! (1978)[8] in Bremen
- Ritter Franz-Josefs Schwafelrunde (1980) in Bremen und Dortmund
- Die Tunten-Show mit Willem Zwo (1982–1983) in Bremen
- Fifty-Fifty – die 50er Jahre Revue[9] (1983 in Bremen, 1994 in Hamburg, 1995 in Wien, 1998–2003 auf Tournee in Deutschland und der Schweiz)
- Das große NATO-Wunschkonzert (1985)
- Komm mit nach Tschernobyl (1987 in Bremen und Wien)
- Wir schalten um (1987 in Bremen)
- Max Raabe Show (1995) Regie im „Wintergarten“ (Berlin)

### Fernsehen
- Beiträge zu dem Jugend-Magazin IN (u. a. über das Fehmarn-Festival 1970)
- Feature über die Gründung der Universität Bremen
- Erster Beitrag in Titel, Thesen, Temperamente über Comics (HR)
- Filmbeiträge für die WDR-Jugendmagazine baff und Klatschmohn
- Sketche für Wundertüte (RB)
- Sketche für Extratour (RB)
- Sketche für Total normal (RB)
- Sketche für Voll daneben (BAVARIA)
- Sketche für Mary (BAVARIA)

### Bücher
- Wir schalten um. Das endgültige TV-Programm. Rowohlt 1989. ISBN 978-3-499-12434-1
- 40 Jahre Beat-Club. Parthas 2005. ISBN 978-3-86601-565-4